# Nannacara
Nannacara è un genere di pesci di acqua dolce appartenenti alla famiglia Cichlidae ed alla sottofamiglia Cichlinae.

## Etimologia
Il termine Nannacara deriva dal latino nannus (piccolo) e dal greco kara, cioè "faccia".

## Distribuzione
Provengono dai fiumi del Sud America, in genere dal bacino del Rio delle Amazzoni.

## Specie
In questo genere sono riconosciute 6 specie:
- Nannacara adoketa
- Nannacara anomala
- Nannacara aureocephalus
- Nannacara bimaculata
- Nannacara quadrispinae
- Nannacara taenia